# Echeneidocoelium indicum
Echeneidocoelium indicum är en plattmaskart. Echeneidocoelium indicum ingår i släktet Echeneidocoelium och familjen Lepocreadiidae. Inga underarter finns listade i Catalogue of Life.